# 4807-es mellékút (Magyarország)
A 4807-es mellékút egy közel 33,5 kilométeres hosszúságú, négy számjegyű mellékút Hajdú-Bihar vármegye területén: Vámospércstől vezet Létavértesen át Pocsajig.

## Nyomvonala
Vámospércs központjában ágazik ki a 48-as főútból, annak a 19+850-es kilométerszelvénye táján, dél-délkelet felé; az ellenkező irányban ugyanott ágazik ki a főútból a 4905-ös útis, amely innen Nyírlugosig vezet. Kezdeti szakasza Nagy utca néven húzódik, csaknem pontosan egy kilométeren át, amikor is eléri a Debrecen–Nyírábrány-vasútvonal nyomvonalát Vámospércs vasútállomás közelében, ugyanott kiágazik belőle keletnek az állomást kiszolgáló, rövidke 48 319-es számú mellékút. Pár száz méteren át nyugatnak folytatódik, a vasúttal párhuzamosan haladva, majd ismét délebbnek fordul és átszeli a síneket, egyúttal a lakott területről is kilép.
5,6 kilométer után lép át Újléta területére, a községet magát pedig majdnem pontosan a hetedik kilométerénél éri el, ahol először az Akácfa utca nevet veszi fel. A központ északi részében, egy irányváltást követően Kossuth utca lesz a neve, a falu déli felében pedig Petőfi utca néven húzódik, a belterület széléig, amit 8,8 kilométer után ér el.
9,8 kilométer után éri el Létavértes határát, szűk egy kilométeren át a határvonalat kíséri, azután pedig teljesen e helység területére lép. Nagyjából 16,3 kilométer után éri el a lakott terület északi szélét, s kevéssel ezután beletorkollik nyugat felől a Sárándtól idáig vezető 4809-es út. Baross utca néven húzódik Nagyléta településrész házai között, majd a központjában, 17,9 kilométer után keresztezi a Debrecentől a román határig húzódó 4814-es utat; utóbbi itt 26,5 kilométer megtételén van túl. Egy rövid szakaszon az Árpád tér nevet viseli, majd Nagyváradi utca lesz a neve, így lép ki a belterületről, 19,3 kilométer után. Még egy említést érdemlő elágazása van létavértesi területen: 24,3 kilométer után kiágazik belőle kelet-délkelet felé a 48 111-es számú mellékút, mely a Cserekert nevű, különálló településrészre vezet.
26,5 kilométer után éri el az utolsó települése, Pocsaj határát, a községbe pedig a harmincadik kilométere táján érkezik meg. Előbb a Petőfi utca nevet viseli, majd egy-egy irányváltást követően Árpád utca, illetve Nagy utca lesz a neve. Utolsó szakaszán a Piac utca néven húzódik, így is ér véget a település központjának déli részén, beletorkollva a 4808-as útba, annak a 27+400-as kilométerszelvénye közelében.
Teljes hossza, az országos közutak térképes nyilvántartását szolgáló kira.kozut.hu adatbázisa szerint 33,484 kilométer.

## Története
A Kartográfiai Vállalat 1990-ben megjelentetett Magyarország autóatlasza úgyszólván a teljes szakaszát kiépített, portalanított útként tünteti fel, ez alól csak a létavértesi belterületi szakasza képez kivételt, utóbbit az atlasz térképe egy fokkal jobb burkolatminőségre utaló jelöléssel, pormentes útként szerepelteti.

## Települések az út mentén
- Vámospércs
- Újléta
- Létavértes
- Pocsaj